# Hano (indijansko pleme)
Hano je pleme Indijancev Tewa ter Pueblov v rezervatu Hopi v First Mesa v severozahodni Arizoni. Nastalo je okrog leta 1700 po preseljevanju Indijancev po pueblanski vstaji v letih 1680–1692 in 1696. Predniki Hanov so se najprej priselili v bližino Santa Cruza. Ko so leta 1696 ubili dva katoliška duhovnika in zažgali cerkev, so zapustili svoj pueblo Tsanwari in odšli v Arizono. V novi domovini so ohranili svoj jezik; s seboj so prinesli svoje nove običaje in obrede. Znani so po izdelavi kakovostne keramike. Pleme obsega okrog 300 ljudi.